# TOP12 2019-2020
Il TOP12 2019-20, per esigenze di sponsorizzazione Peroni TOP12 2019-20, fu il 90º campionato nazionale italiano di rugby a 15 di prima divisione.
In programma dal 19 ottobre 2019 al 30 maggio 2020, fu sospeso e dichiarato non assegnato dalla Federazione Italiana Rugby il 26 marzo 2020 a seguito dell'emergenza dovuta alla Pandemia di COVID-19, causa dell'interruzione di tutte le attività sportive in Italia.
Per effetto di tale decisione del consiglio federale della F.I.R., non solo il titolo di campione d'Italia non fu assegnato ma non si procedette né a promozioni né a retrocessioni.
Essendosi concluso prima del termine della stagione regolare, non si procedette neppure agli accoppiamenti per i play-off.
Dal punto di vista sportivo, il torneo aveva visto un'esordiente in massima divisione, il Colorno, e un ritorno dopo due stagioni, i piacentini Lyons.
Il Veneto presentava quattro formazioni su dodici, un terzo del totale (Mogliano, Petrarca di Padova, Rovigo e San Donà); tre provenivano dall'Emilia-Romagna (Colorno, i citati Lyons e Valorugby); due ciascuna da Lazio (Fiamme Oro e S.S. Lazio, entrambe di Roma) e Lombardia (Viadana e Calvisano, campione uscente) e una squadra dalla Toscana (I Medicei di Firenze).

## Squadre partecipanti
| Club       | Sponsor                          | Città             | Impianto interno                          |
| ---------- | -------------------------------- | ----------------- | ----------------------------------------- |
| Calvisano  | Kawasaki Robot (elettronica)     | Calvisano         | Stadio San Michele                        |
| Colorno    | HBS (oleoidraulica)              | Colorno           | Stadio Gino Maini                         |
| Fiamme Oro |                                  | Roma              | CS Polizia di Stato, caserma S. Gelsomini |
| S.S. Lazio |                                  | Roma              | CS Giulio Onesti                          |
| Lyons      | Sitav (meccanica)                | Piacenza          | Stadio Walter Beltrametti                 |
| I Medicei  | Toscana Aeroporti                | Firenze           | Stadio Mario Lodigiani                    |
| Mogliano   |                                  | Mogliano Veneto   | Stadio Maurizio Quaggia                   |
| Petrarca   | Argos (settore energetico)       | Padova            | Stadio Plebiscito                         |
| Valorugby  |                                  | Reggio Emilia     | Stadio Mirabello                          |
| Rovigo     | Femi-CZ (portacavi)              | Rovigo            | Stadio Mario Battaglini                   |
| San Donà   | Lafert (motori elettrici)        | San Donà di Piave | Stadio Romolo Pacifici                    |
| Viadana    | IM Exchange (servizi finanziari) | Viadana           | Stadio Luigi Zaffanella                   |

## Stagione regolare

### Risultati
| 19-10-2019 | 1ª/12ª giornata       | 15-2-2020 |
| ---------- | --------------------- | --------- |
| 43-10      | Calvisano — Colorno   | 31-24     |
| 26-19      | Fiamme Oro — San Donà | 20-7      |
| 14-45      | Lyons — Rovigo        | 19-50     |
| 38-16      | Mogliano — Lazio      | 21-23     |
| 45-19      | Petrarca — I Medicei  | 32-27     |
| 34-17      | Valorugby — Viadana   | 17-21     |
|            |                       |           |

| 9-11-2019 | 4ª/15ª giornata        | 14-3-2020 |
| --------- | ---------------------- | --------- |
| 7-34      | Lazio — Valorugby      | N.D.      |
| 13-9      | Lyons — Mogliano       | N.D.      |
| 9-41      | I Medicei — Fiamme Oro | N.D.      |
| 21-14     | Rovigo — Calvisano     | N.D.      |
| 44-35     | San Donà — Colorno     | N.D.      |
| 13-6      | Petrarca — Viadana     | N.D.      |
|           |                        |           |

| 28-11-2019 | 7ª/18ª giornata      | 4-4-2020 |
| ---------- | -------------------- | -------- |
| 23-10      | Calvisano — Mogliano | N.D.     |
| 25-22      | Colorno — Lazio      | N.D.     |
| 36-35      | Fiamme Oro — Lyons   | N.D.     |
| 24-18      | Valorugby — Petrarca | N.D.     |
| 31-10      | Rovigo — Viadana     | N.D.     |
| 17-7       | San Donà — I Medicei | N.D.     |
|            |                      |          |

| 1-2-2020 | 10ª/21ª giornata      | 25-4-2020 |
| -------- | --------------------- | --------- |
| 42-10    | Fiamme Oro — Colorno  | N.D.      |
| 19-18    | Lyons — Lazio         | N.D.      |
| 27-24    | Mogliano — San Donà   | N.D.      |
| 19-16    | Petrarca — Rovigo     | N.D.      |
| 22-16    | Valorugby — Calvisano | N.D.      |
| 14-19    | Viadana — I Medicei   | N.D.      |

| 26-10-2019 | 2ª/13ª giornata       | 13-5-2020 |
| ---------- | --------------------- | --------- |
| 21-31      | Colorno — Mogliano    | N.D.      |
| 19-40      | Lazio — Petrarca      | N.D.      |
| 23-27      | I Medicei — Calvisano | N.D.      |
| 15-14      | Rovigo — Fiamme Oro   | N.D.      |
| 20-19      | San Donà — Valorugby  | N.D.      |
| 31-22      | Viadana — Lyons       | N.D.      |
|            |                       |           |

| 30-11-2019 | 5ª/16ª giornata      | 21-3-2020 |
| ---------- | -------------------- | --------- |
| 40-10      | Calvisano — Lazio    | N.D.      |
| 10-46      | Colorno — I Medicei  | N.D.      |
| 31-27      | Fiamme Oro — Viadana | N.D.      |
| 19-9       | Mogliano — Petrarca  | N.D.      |
| 40-20      | Valorugby — Lyons    | N.D.      |
| 14-13      | Rovigo — San Donà    | N.D.      |
|            |                      |           |

| 4-1-2020 | 8ª/19ª giornata       | 11-4-2020 |
| -------- | --------------------- | --------- |
| 17-39    | Lazio — Rovigo        | N.D.      |
| 21-24    | Lyons — I Medicei     | N.D.      |
| 16-23    | Mogliano — Fiamme Oro | N.D.      |
| 27-11    | Petrarca — San Donà   | N.D.      |
| 29-21    | Valorugby — Colorno   | N.D.      |
| 13-3     | Viadana — Calvisano   | N.D.      |
|          |                       |           |

| 8-2-2020 | 11ª/22ª giornata       | 2-5-2020 |
| -------- | ---------------------- | -------- |
| 33-32    | Calvisano — Fiamme Oro | N.D.     |
| 23-30    | Colorno — Petrarca     | N.D.     |
| 23-37    | Lazio — Viadana        | N.D.     |
| 29-16    | I Medicei — Mogliano   | N.D.     |
| 36-29    | Rovigo — Valorugby     | N.D.     |
| 20-16    | San Donà — Lyons       | N.D.     |

| 2-11-2019 | 3ª/14ª giornata       | 7-3-2020 |
| --------- | --------------------- | -------- |
| 27-10     | Calvisano — San Donà  | N.D.     |
| 20-23     | Colorno — Rovigo      | N.D.     |
| 34-22     | Fiamme Oro — Lazio    | N.D.     |
| 16-5      | Mogliano — Viadana    | N.D.     |
| 31-8      | Petrarca — Lyons      | N.D.     |
| 38-3      | Valorugby — I Medicei | N.D.     |
|           |                       |          |

| 21-11-2019 | 6ª/17ª giornata       | 28-3-2020 |
| ---------- | --------------------- | --------- |
| 16-6       | Lazio — San Donà      | N.D.      |
| 29-31      | Lyons — Calvisano     | N.D.      |
| 3-24       | I Medicei — Rovigo    | N.D.      |
| 0-36       | Mogliano — Valorugby  | N.D.      |
| 24-0       | Petrarca — Fiamme Oro | N.D.      |
| 22-23      | Viadana — Colorno     | N.D.      |
|            |                       |           |

| 25-1-2020 | 9ª/20ª giornata        | 18-4-2020 |
| --------- | ---------------------- | --------- |
| 23-15     | Calvisano — Petrarca   | N.D.      |
| 29-22     | Colorno — Lyons        | N.D.      |
| 30-30     | Fiamme Oro — Valorugby | N.D.      |
| 32-0      | I Medicei — Lazio      | N.D.      |
| 29-8      | Rovigo — Mogliano      | N.D.      |
| 20-20     | San Donà — Viadana     | N.D.      |

## Classifica
| Pos | Squadra    | G  | V  | N | P  | PF  | PS  | DP   | BMP | Pt |
| --- | ---------- | -- | -- | - | -- | --- | --- | ---- | --- | -- |
| 1   | Rovigo     | 12 | 11 | 0 | 1  | 343 | 180 | +163 | 7   | 51 |
| 2   | Valorugby  | 12 | 8  | 1 | 3  | 352 | 209 | +143 | 10  | 44 |
| 3   | Calvisano  | 12 | 9  | 0 | 3  | 311 | 218 | +93  | 8   | 44 |
| 4   | Fiamme Oro | 12 | 8  | 1 | 3  | 329 | 247 | +82  | 10  | 44 |
| 5   | Petrarca   | 12 | 9  | 0 | 3  | 303 | 195 | +108 | 6   | 42 |
| 6   | Viadana    | 12 | 4  | 1 | 7  | 223 | 252 | −29  | 7   | 25 |
| 7   | Mogliano   | 12 | 5  | 0 | 7  | 211 | 251 | −40  | 5   | 25 |
| 8   | I Medicei  | 12 | 5  | 0 | 7  | 240 | 285 | −45  | 5   | 25 |
| 9   | San Donà   | 12 | 4  | 1 | 7  | 211 | 254 | −43  | 4   | 22 |
| 10  | Colorno    | 12 | 3  | 0 | 9  | 251 | 385 | −134 | 4   | 16 |
| 11  | Lyons      | 12 | 2  | 0 | 10 | 238 | 364 | −126 | 6   | 14 |
| 12  | S.S. Lazio | 12 | 2  | 0 | 10 | 193 | 365 | −172 | 4   | 12 |